# Luzhou
|  | Luzhou 庐州 er også et historisk navn for byen Hefei i provinsen Anhui i Kina |
Luzhou (Forenklet kinesisk: 泸州; traditionel kinesisk: 瀘州; pinyin: Lúzhōu) er en by på præfekturniveau i provinsen Sichuan i det vestlige Kina. Det har et areal på 12,247 km² og en befolkning på 4.910.000 mennesker (2007).
Selve byen Luzhou (omkring 400.000 indbyggere) ligger hvor floderne Chang Jiang og Tuo Jiang mødes.

## Kulturminder
Det gamle spritbrænderi i Luzhou (Luzhou daqu laojiaochi, 泸州大曲老窖池) blev i 1996 optaget på Folkerepublikken Kinas liste over kulturminder.

## Administrative enheder
Byprefekturet Luzhou har jurisdiktion over 3 distrikter (区 qū) og 4 amter (县 xiàn).
| Kort             | Kort      | Kort     | Kort         | Kort                   | Kort        | Kort      |
| ---------------- | --------- | -------- | ------------ | ---------------------- | ----------- | --------- |
| Kort over Luzhou |           |          |              |                        |             |           |
| #                | Navn      | Hanzi    | Pinyin       | Befolkning (2004 est.) | Areal (km²) | Indb./km² |
| Distrikter       |           |          |              |                        |             |           |
| 1                | Jiangyang | 江阳区   | Jiāngyáng Qū | 610.000                | 649         | 940       |
| 2                | Naxi      | 纳溪区   | Nàxī Qū      | 470.000                | 1.150       | 409       |
| 3                | Longmatan | 龙马潭区 | Lóngmǎtán Qū | 320.000                | 333         | 961       |
| Amter            |           |          |              |                        |             |           |
| 4                | Lu        | 泸县     | Lú Xiàn      | 1.040.000              | 1.532       | 679       |
| 5                | Hejiang   | 合江县   | Héjiāng Xiàn | 840.000                | 2.422       | 347       |
| 6                | Xuyong    | 叙永县   | Xùyǒng Xiàn  | 660.000                | 2.977       | 222       |
| 7                | Gulin     | 古蔺县   | Gǔlìn Xiàn   | 800.000                | 3.184       | 251       |

## Trafik
Kinas rigsvej 321 løber gennem området. Den fører fra Guangzhou i provinsen Guangdong via blandt andet Wenzhou og Guilin til Chengdu, hovedstaden i provinsen Sichuan.
28°53′N 105°26′Ø / 28.883°N 105.433°Ø